# Run to the Sun
Singles de Erasure
Always
(1994) I Love Saturday
(1994)
Clip vidéo
[vidéo] « Run to the Sun », sur YouTube
Run to the Sun est une chanson du duo britannique Erasure extraite de leur sixième album studio, intitulé I Say I Say I Say et sorti (au Royaume-Uni) le 16 mai 1994.
Le 18 juillet 1994, neuf semaines après la sortie de l'album, la chanson est publiée en single. C'est le deuxième single de cet album (après Always).
Le single débute à la 6e place du classement des ventes de singles britannique dans la semaine du 24 au 30 juillet 1994, ce qui reste sa meilleure position.
Tourné à Berlin, dans l'Alexanderplatz, sur le planétarium de l'Horloge Universelle Urania, et produit par Propaganda Films, le clip de Run to the Sun est connu pour la présence du futur acteur britannique Jason Statham en tant que jeune figurant body-buildé.